# Власовка-1
Власовка-1 — поселення бронзової доби, розташоване у Тарасовському районі Ростовської області.

## Історія
Ростовська область з її сприятливими природними умовами, в давнину була щільно заселена.
Етнокультурне об'єднання доби пізньої бронзи (1800-1100 роки до Р.Х.) зрубна культура була поширена у степовій й лісостеповій смугах Східної Європи між Дніпром й Уралом. У Подонні налічуються десятки поселень й до 1000 поховань, що належать до зрубної культури. У часи розквіту зрубної культури люди селилися на заплавних терасах, недалеко від поселень розташовувалися їх поховання.
Поселення бронзової доби у Ростовській області було виявлено при проведенні робіт з електрифікації робіт в Тарасовському районі. Тут у свій час прокладався нафтопровід. Для проведення електропроводи проводилися земляні роботи між станицями Суходільна й Родіоново-Несвітайська, під час яких робітники натрапили на артефакти. Викликані на місце проведення робіт Ростовські археологи виявили поселення бронзової доби. Поселення отримало назву Власовка - 1, оскільки воно розташоване у Тарасовському районі Ростовської області, приблизно в 1800 метрів від хутора Власовка. На території 288 кв. метрів в цьому районі науковці провели археологічні розкопки.
Поселення розташовано на правому березі річки Алпатова (відноситься до сточища річки Сіверський Донець). Частина знайдених при проведенні рятувального археологічного розкопу предметів відносяться до зрубної культури євразійських степів — до другого періоду її розвитку. Поселення, ймовірно, було тимчасовим, на що вказують залишки жител. Для будівництва житла люди використовували недовговічний матеріал, що з часом згнив. Можливо також, що давні люди могли перед відходом частково розібрати житло й перенести його на інше місце.
На місці розкопок було знайдено поглиблення під напівземлянкову будову, предмети побуту й полювання.
Культурний шар розкопок представлений також наступними матеріалами:
- кам'яний наконечник стріли міднокам'яної доби (відноситься до раннього періоду відвідування людей);
- шматки ліпної кераміки;
- предмети з глини й каменю;
- кістки домашніх тварин (коза, бик, кінь, вівця);
- частини амфор салтово-маяцької культури (700-1000 роки);.